# Liste buddhistischer Tempel und Klöster im Vereinigten Königreich
Die Liste buddhistischer Tempel und Klöster im Vereinigten Königreich listet Tempel und Klöster nach der buddhistischen Lehre auf. 

## Liste

### England
| Name                         | Ort                    | Anmerkungen | Abbildung |
| ---------------------------- | ---------------------- | --- | --------- |
| Amaravati Buddhist Monastery | Hemel Hempstead        | 1983 vom English Sangha Trust zusammen mit Ajahn Sumedho gegründet                                                                                 |           |
| Aruna Ratanagiri             |                        | Thailändische Waldtradition. |           |
| Cittaviveka                  | Trotton with Chithurst | Auch Chithurst Buddhist Monastery; im Jahr 1979 von Ajahn Sumedho; folgt der Thai Forest Tradition                                                 |           |
| Kadampa Buddhist Temple      | Ulverston              | Im Juli 1997 eingeweihter Tempel der Neuen Kadampa-Tradition                                                                                       |           |
| London Fo Guang Shan         | London                 | 1992 begründet; Tempel der Fo Guang Shan in der Tradition des Mahayana.                                                                            |           |
| Nipponzan Myohoji            | Milton Keynes          | Gehört zur Nipponzan-Myōhōji |           |
| Wat Buddhapadipa             | Wimbledon              | Erster buddhistischer Tempel im Vereinigten Königreich; bis 1976 in Richmond; Am 30. Oktober 1982 zum offiziellen Tempel in Thai-Tradition geweiht |           |
| Wat Charoenbhavana           | Manchester             | 2004 begründet |           |

### Schottland
| Name                                          | Ort         | Anmerkungen                                                                                    | Abbildung |
| --------------------------------------------- | ----------- | ---------------------------------------------------------------------------------------------- | --------- |
| Kagyu Samyé Ling Monastery and Tibetan Centre | Eskdalemuir | Seit 1967 zur Karma-Kagyü, davor als Johnstone House Contemplative Community Theravada-Zentrum |           |